# Implant (medicina)
Un implant és un dispositiu mèdic fabricat per reemplaçar una estructura biològica que falta, donar suport a una estructura biològica danyada, o millorar una estructura biològica existent. Els implants mèdics són dispositius fets per l'home, en contrast amb un trasplantament, en el qual es trasplanta un teixit biomèdic. La superfície dels implants que es posen en contacte amb el cos pot estar feta d'un material biomèdic com ara titani, silicona o apatita, depenent del que sigui més funcional. En alguns casos els implants contenen circuits electrònics per exemple, un marcapassos cardíac artificial o un implant coclear. Alguns implants són bioactius, com els dispositius subcutanis d'administració de fàrmacs en forma de píndoles implantables o els stents alliberadors de fàrmacs.